# Paul Seidel (konsthistoriker)
Paul Seidel, född den 14 april 1858, död den 5 december 1929, var en tysk konsthistoriker, bror till Heinrich Seidel.
Seidel, som sedan 1894 var dirigent för konstsamlingarna i de preussiska kungliga slotten, sedan 1896 överdirektor för Hohenzollernmuseet, författade åtskilliga arbeten rörande preussiska hovets förhållande till konsten, särskilt målarkonsten, och utgav 1897-1916 den av honom grundlagda "Hohenzollern-jahrbuch".